# Kelurahan Kiduldalem (administrativ by i Indonesien, lat -7,60, long 112,78)
Kelurahan Kiduldalem är en administrativ by i Indonesien.   Den ligger i provinsen Jawa Timur, i den västra delen av landet, 700 km öster om huvudstaden Jakarta.